# Zlata Ploštajner
Zlata Ploštajner, slovenska politologinja in političarka, * 23. julij 1959.
Med letoma 2008 in 2009 je bila ministrica brez resorja, odgovorna za lokalno samoupravo in regionalno politiko.